# Waset

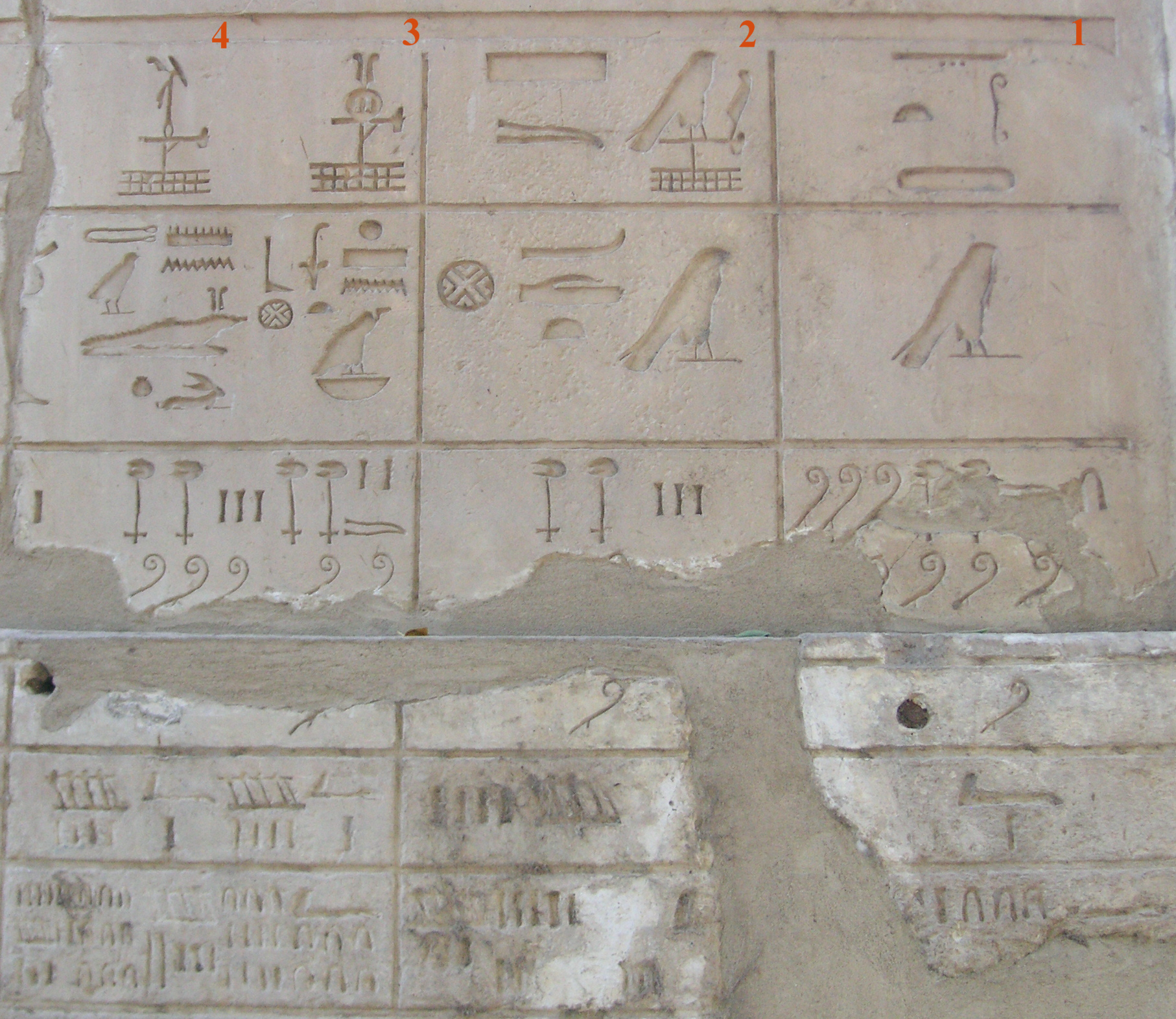
Waset, nomos 4 på "Vita kapellets" vägg i Karnak.

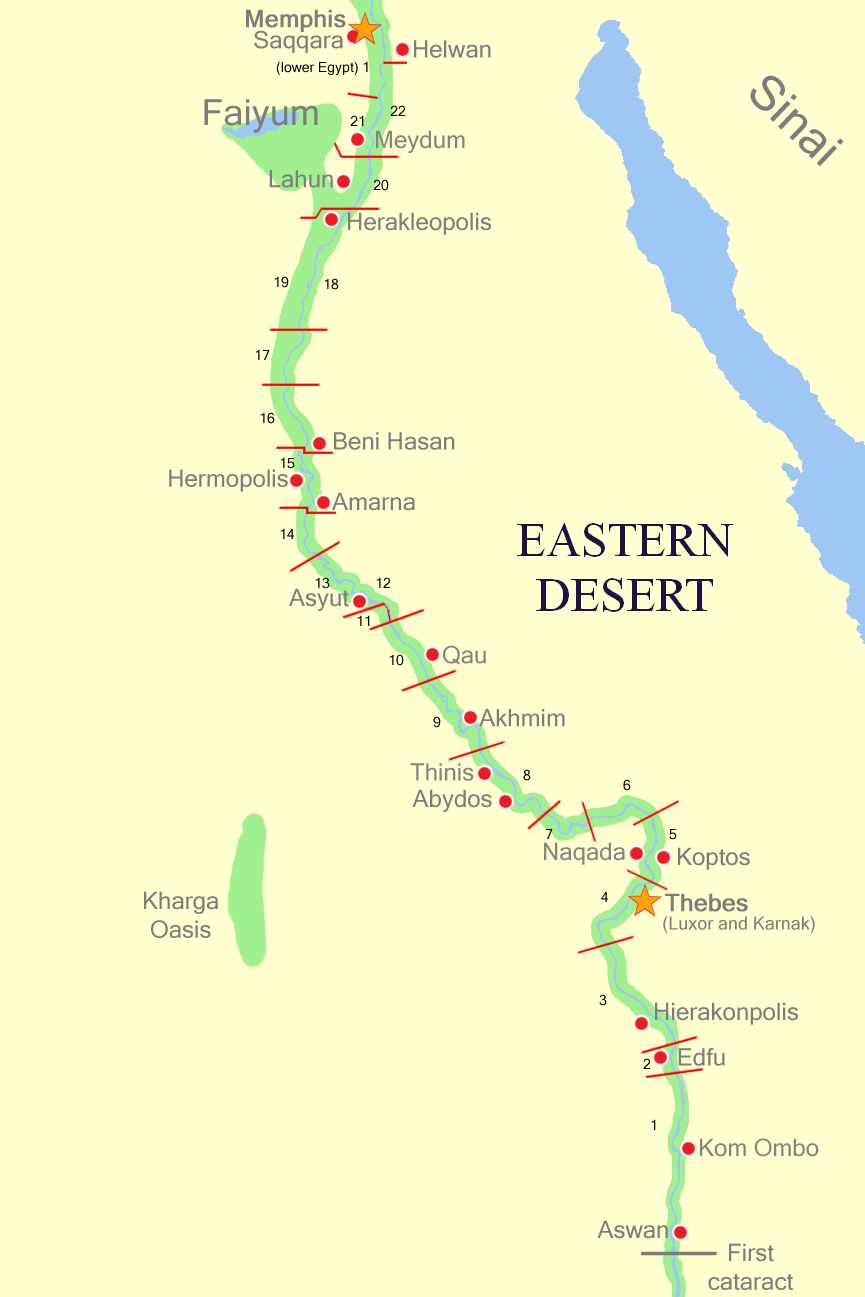
Lägeskarta över nomoi i Övre Egypten.

Waset ("Spiran") var ett av de 42 nomoi (län) i Forntida Egypten.
| R19 · R12 · N24 |

Waset med hieroglyfer.

## Geografi
Waset var ett av de 22 nomoi i Övre Egypten och hade distriktnummer 4.
Länets yta var cirka 2 cha-ta (cirka 5,5 hektar, 1 cha-ta motsvarar 2,75 ha) med en längd om cirka 3 iteru (cirka 32 km, 1 iteru motsvarar 10,5 km).
Niwt (huvudorten) var Waset/Thebe (nära dagens Luxor) som länge även var en av huvudstäderna i Egypten. Övriga större orter var Djamet/Jeme (dagens Medinet Habu), Per-Hathor/Afroditopolis (dagens Gebelein), Djerty/Tufium (dagens Tod), Imiotru (dagens Rizeiqat), Madu/Metemout (dagens Medamud) och Iuny/Hermonthis (dagens Armant) som även blev huvudort senare.

## Historia
Varje län styrdes av en nomark som officiellt lydde direkt under faraon.
Varje Niwt hade ett Het net (tempel) tillägnad områdets skyddsgud och ett Heqa het (nomarkens residens).
Distriktets skyddsgudar var gudatriad bestående av Amon, Mut och Khonsu och bland övriga gudar dyrkades Buchis, Meretseger, Menthu och Sebek.
Idag ingår området i guvernement Qena.